# Blackville (Nuevo Brunswick)
Blackville es una parroquia canadiense situada en la provincia de Nuevo Brunswick.

## Superficie
Blackville tiene una superficie de 823,93 km².

## Demografía
En 2021, tenía 1996 habitantes, una densidad poblacional de 2,4 hab./km², y 970 viviendas.